# Tatiná
Tatiná (en allemand : Tattina) est une commune du district de Plzeň-Nord, dans la région de Plzeň, en République tchèque. Sa population s'élevait à 257 habitants en 2022.

## Géographie
Tatiná se trouve à 14 km au nord-ouest du centre de Plzeň et à 86 km à l'ouest-sud-ouest de Prague.
La commune est limitée par Horní Bělá et Krašovice au nord, par Trnová à l'est, par Žilov à l'est et au sud, et par Nekmíř à l'ouest.

## Histoire
La première mention écrite du village date de 1379.

## Transports
Par la route, Tatiná se trouve à 10 km de Třemošná, à 17 km de Plzeň et à 111 km de Prague. 